# Шимкуте Регіна Зігманто
Регі́на Зігманто Калиниченко (Шимкуте) (нар. 21 грудня 1985, смт Білозерка, Білозерський район, Херсонська область) — українська та російська гандболістка, гравчиня збірної України (до березня 2012 року) та клубу «Ростов-Дон». Учасниця Чемпіонату Європи 2010 року.

## Біографія
Народилася в Херсоні. Батько — литовець, уродженець Клайпеди, мати — росіянка. Родина батька Регіни були проти шлюбу, оскільки невістка була росіянкою. Після цього батько Регіни переїхав з Литви в Росію, у місто Братськ, де народилися брат та старша сестра Регіни. В Україну сім'я переїхала з Росії тільки тому, що дочці Анжелі був потрібний більш теплий клімат. Регіна народилася вже в Україні.
Коли Регіні виповнилось 12 років, батько намагався налагоджувати стосунки зі своєю родиною у Литві. Він взяв Регіну та поїхав до своєї родини в Литву. Перше, про що спитала бабуся у Регіни, чи розмовляє вона литовською мовою. Коли вона дізналася, що Регіна не володіє литовською, сказала, що російською спілкуватися не буде. Регіна повернулася та поїхала. Регіна не володіє донині литовською, хоча під час виступів за румунський «Олтхім» (у 2008—2010 роках) вивчила румунську та англійську.
Закінчила Херсонське вище училище фізичної культури (наставники: Юрій Сдвижко та Михайло Милославський), потім Львівський державний університет фізичної культури. Під час навчання в училищі виступала у жіночій команді з футболу, отримала звання кандидата в майстри спорту з футболу.
У 2010 році, виступаючи вже за ГК «Ростов-Дон», на запитання, чи повернулася б вона грати в Україну, відповіла: 
| В Україні хіба чемпіонат є? Я б, напевно, могла в ньому грати на одній нозі[5]. |
5 грудня 2014 року змінила українське громадянство на російське. Але оформлення громадянства почала ще в 2012-му, хоча ще у 2010 році сказала, що навряд чи змінить громадянство, навіть після завершення кар'єри. Тоді ж відмовилася виступати за збірну України. У 2013-му, ще не отримавши російське громадянство, Шимкуте заявила що не проти («Я була б рада») виступу за збірну Росії При цьому зміну громадянства Шимкуте пояснювала особистими причинами:

| Я взагалі не хотіла афішувати зміну громадянства. Порадилася з батьками, вони допомогли прийняти рішення. Зовсім не для збірної Росії. Це чисто мої особисті спонуки. Вважаю, що мені в майбутньому буде краще жити в Росії. [10] |
Згодом вона заявила, що: 
| через рік після переїзду в Росію зрозуміла, що це моя країна, а Ростов-на-Дону — місто, в якому хочу жити. Тепер це друга батьківщин[4]. |
Регіна також сказала, що перехід в «Ростов-Дон» вважає для себе знаковим і вдалим моментом у своїй кар'єри, і не тільки в плані спорту, але і у плані життя загалом: 
| Завдяки «Ростов-Дону» я поміняла країну, знайшла родину. Реалізувала себе[11]. |
Спочатку після зміни громадянства Шимкуте вважала Україну своєю улюбленою країною, а улюбленим містом — Львів. У 2018 році вподобання змінилися, і вона сказала: 
| До приїзду сюди в анкетах на запитання про улюблене місто відповідала: Львів. Зараз пишу: Ростов. Тут я щаслива[3]. |
Після отримання російського громадянства за збірну Росії виступала лише кілька разів, у відбіркових іграх.
У 2020 році закінчила кар'єру гравчині.

## Особисте життя
Була двічі одружена. Другий раз вийшла заміж у Ростові-на-Дону за Вітілія Калиниченка, лікаря. Має троє дітей: син Віталій від першого шлюбу, донька Таїсія (нар. 2017) та син Данило (нар. 2015) від другого шлюбу.

## Досягнення
Чемпіонат Румунії:
- Чемпіонка: 2008/09, 2009/10

Чемпіонат України:
- 2 місце: 2004/05, 2006/07, 2007/08

Чемпіонат Росії:
- Чемпіонка: 2014/15
- 2 місце: 2010/11, 2011/12, 2012/13
- 3 місце: 2013/14

Кубок Росії:
- Володарка: 2011/12, 2012/13

Ліга чемпіонів ЕГФ:
- Фіналістка: 2009/10

Кубок ЕГФ:
- Фіналістка: 2014/15